# Burneyville
Burneyville – miejscowość w hrabstwie Love w stanie Oklahoma w USA. Została założona 5 maja 1879.